# Einsatzalarm
Unter Einsatzalarm versteht man einen Alarm (Notruf), der Einsatzkräfte direkt alarmiert.
Das Alarmsignal des Einsatzalarms wird an die Einsatzkräfte als akustisches Signal (z. B. Sirene) oder auch über weitestgehend verzögerungsfreie Funkmeldesysteme an mitgeführte Funkmeldeempfänger übertragen.
Die Auslösung eines Einsatzalarms kann zum Beispiel durch Drücken eines roten Druckknopfmelders direkt erfolgen.
Ein Einsatzalarm kann auch durch die zugeordnete Leitstelle ausgelöst werden, die eingehende Alarme und Notrufe zunächst bewertet.